# Xenomyia acuticeps
Xenomyia acuticeps är en tvåvingeart som beskrevs av Fritz Isidore van Emden 1951. Xenomyia acuticeps ingår i släktet Xenomyia och familjen husflugor.
Artens utbredningsområde är Uganda. Inga underarter finns listade i Catalogue of Life.